# Deportivo Pereira Fútbol Club
El Deportivo Pereira Fútbol Club S.A., també conegut com a Deportivo Pereira, és un club professional de futbol colombià de la ciutat de Pereira.
Va ser fundat el 12 de febrer de 1944.

## Palmarès
- Fútbol Profesional Colombiano (1): 2022-II
- Primera B (2): 2000, 2019